# Онок

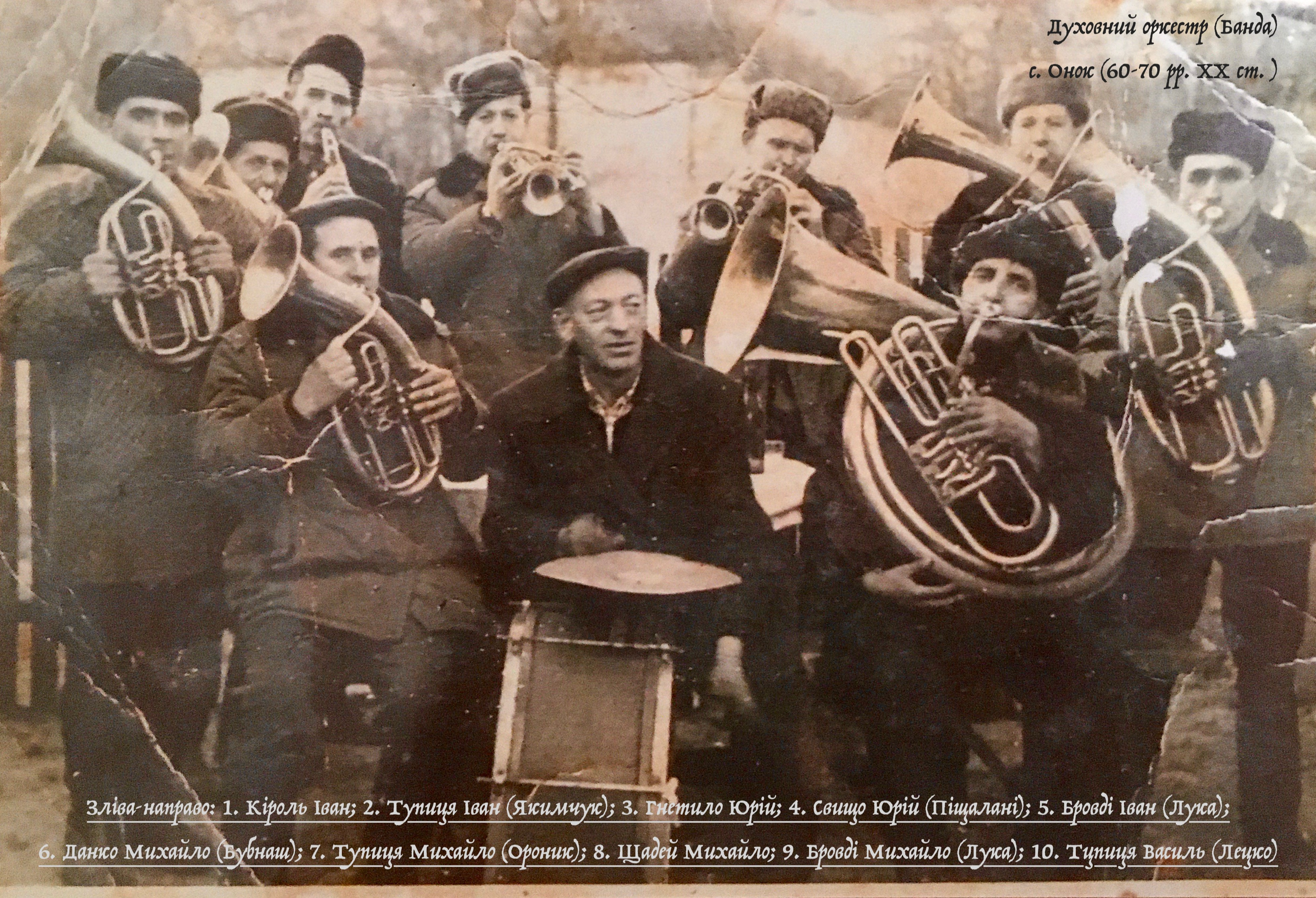
Духовний оркестр (Банда), с. Онок 60-70 рр. ХХ ст.

Онок — село в Виноградівській громаді Берегівського району Закарпатської області України. Населення села складало 3094 особи за даними перепису 2001 року.

## Назва
Щодо походження назви села існує кілька версій. Найвирогідніша стверджує, що село Онок свою назву дістало від потічка Ілонок (Оночок), що протікає через нього. Він згадується в документах і мапах 1295 року, а його притоки під 1357 роком. Існує місцева версія, що назва села пов'язана з самітньою Оленою (Ілоною), яка оселилась тут, а пізніше до неї пристали опришки і заснували село Ілонокуйфолу (Оленине нове село). Ще одна версія говорить про те, що тут найперше поселився онук одного чоловіка з Чингави (Боржавського). Під різними роками назва села виступає як Онук (1773), Онюк (1865), Онік і теперішня Онок.

## Географія
Закарпатське село Онок лежить у північно-західній частині Виноградівського району, поміж грунками Беренець та Шияня, у долині потічка Оночок у формі прямого кута. Загальна довжина села 3,5 км. Сільський земельний масив ділиться на урочища: Шияня, Перегови, Сольний, Березник, Медвежий (тут колись ведмідь вбив людину), Мигальчини, Бродянські. Сусідні села — Великі Ком'яти, Олешник, Вишній Шард, Велика Чингава, Мала Чингава. Рельєф гірський, лише в південно-західній частині села рівнинний. Через село протікає гірський потічок Онок, який під час сильних дощів швидко виходить з берегів.
У селі на вживаються поняття «вишняни», «середняни», «нижняни», що характеризують різні частини-вулиці поселення, які мають власну історію. Найперше заселився Вишній кінець села (теперішні вулиці Українська, Івана Франка, Польова), потім середина села (вулиця Шевченка), а після того вже нижній кінець (вулиця Миру). Спочатку вулиць, як таких, взагалі не було, наприклад, «вишняни» використовували за дорогу русло потічка. Від нього відходили стежки-дороги до хат. Пішки ж люди ходили стежками, що проходили через городи і відокремлювалися перелазами.

## Історія
Перша письмова згадка про село відноситься до 1598 року, тоді ця місцевість була суцільно вкрита дрімучими лісами, чагарниками та непролазними хащами, які почали викорчовувати. Ця архаїчна підготовка землі до оранки збереглась в окремих місцевих топонімічних назвах, прізвищах — Загар, Погоріляк, тощо. У селі на той час проживало 24 родини, які разом із землями належали до володінь барона Перені й були звільнені ним від податків на 12 років.

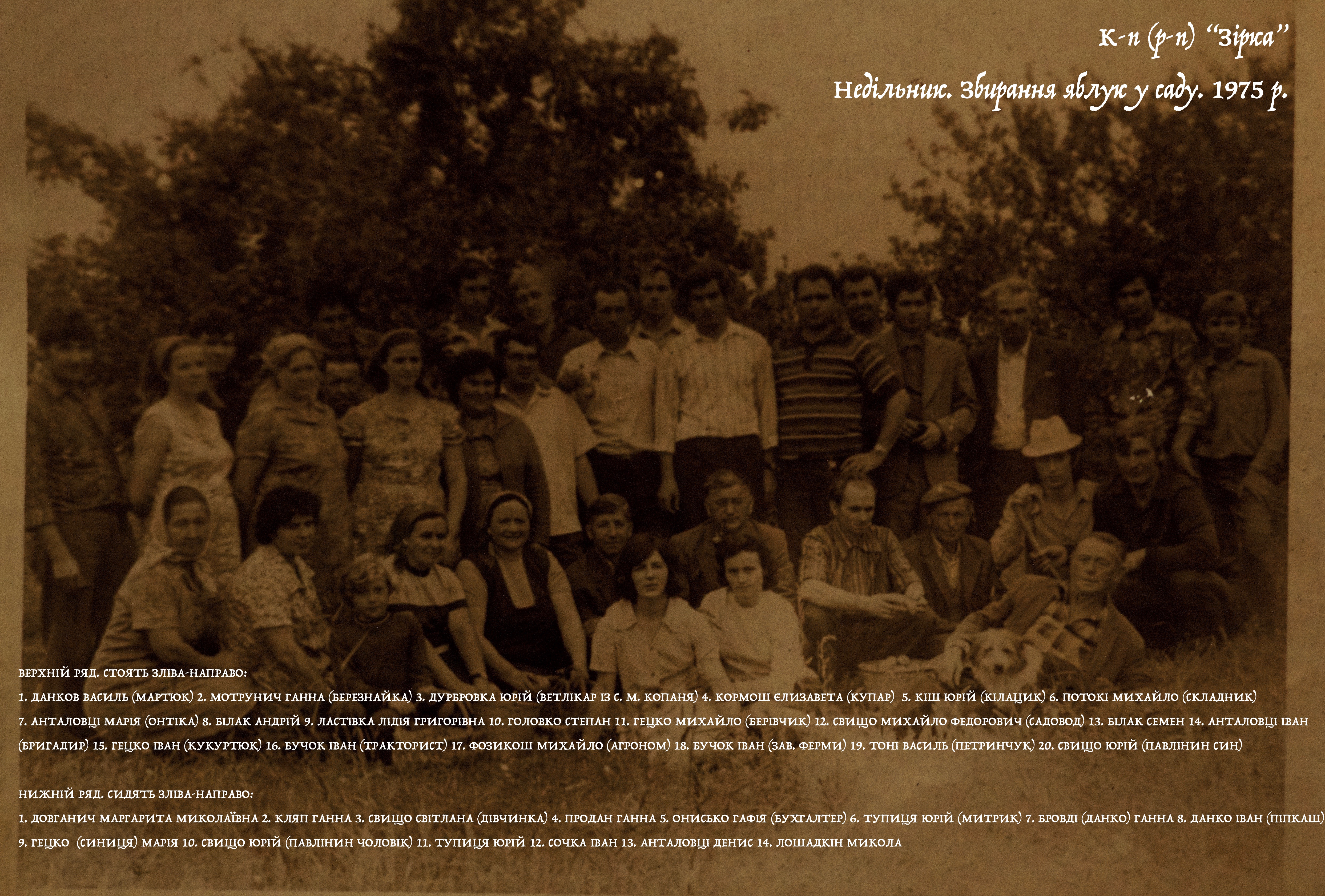

Вже 1664 року в селі був власний священник, який умів перев'язувати книги, запис в Євангелії села Заріччя зазначає: 
|  | В времени бисть книга сія в літо от рождества Бога нашого Ісуса Христа 1557 року, марта 30 в літо от созданія миру 7172, а от воплощенія Бога слова 1664 року, перев'язана книга сія в с. Оноці бренною і грішною рукою ієрея Тимотея... Того року місяця мая „laga“ і спалив Дановцій Ласло і турків поплінив із німцем много. Там і його постріляно місяця мая пред Вознесенієм Христовим. |

Після того Онок був філією Великої Чингави і не мав священика аж до 1876 року, коли в ньому священиком став Євгеній Єлеш.

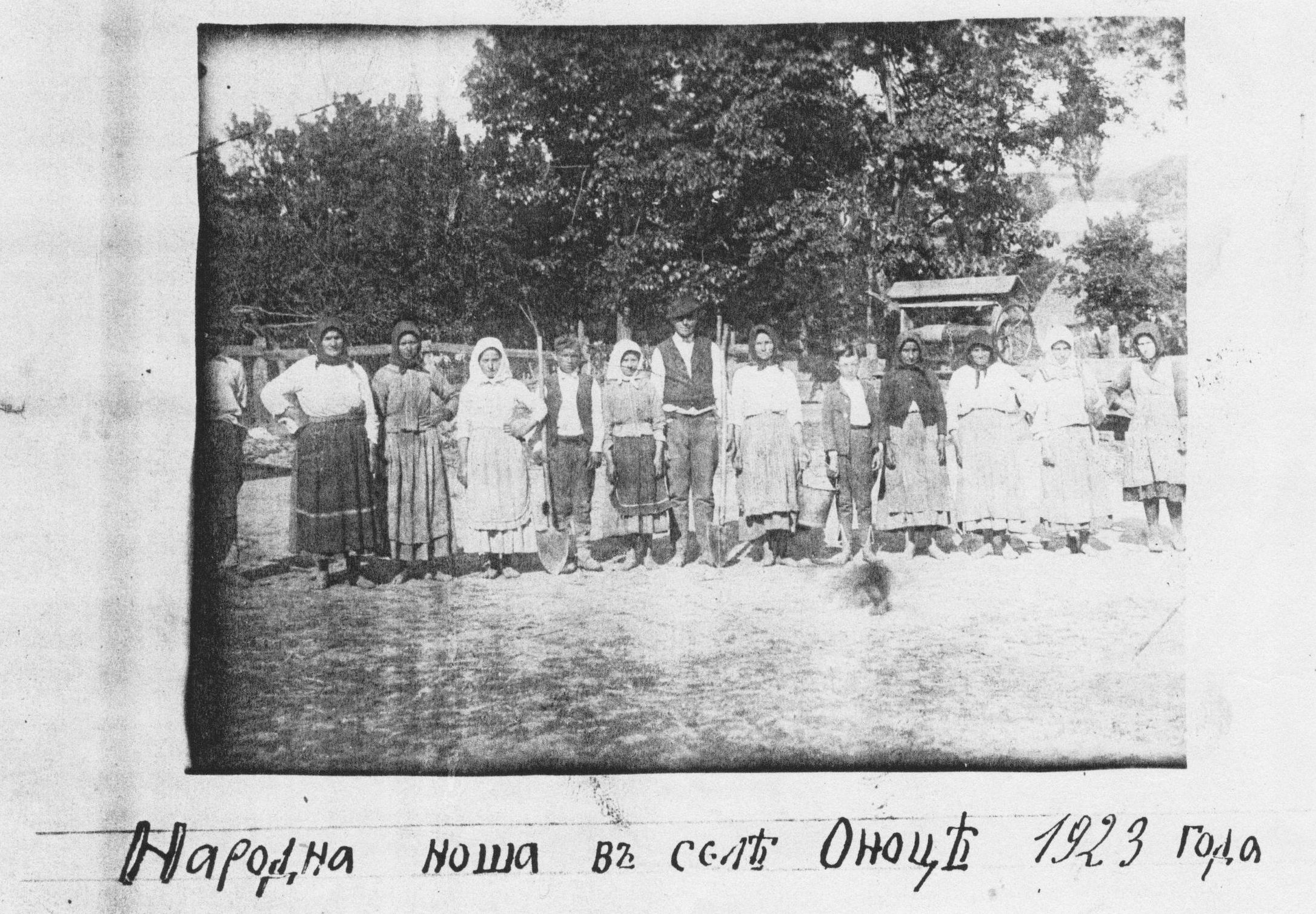
Народна ноша в с. Онок, 1929 рік

У давні часі в одному з грунків (Туркогат) проживали турки. Село оточували прадавні дубові ліси, а жителі села тримали багато свиней (від 50 до 300 на одне господарство), яких відгодовували жолудями. Один ґазда ще й музиканта тримав, який грав, коли свині їли. Тримали багато овець, з вовни виробляли петеки (верхній одяг). Рогата худоба вільно випасалася аж до Севлюської гори, Вербовця і Чорного Потоку, бо до Угорщини не було меж між цими селами. Орної землі було мало, селяни змушені були вирубувати ліси. Деякі ґазди тримали виноградники, які знищила філоксера. Жителі села були поденниками та кріпаками барона Перені (50 днів на рік з тягловою силою). 1865 року всі кріпаки отримали кожний свою земельну ділянку, яка була зареєстрована по земельній урбаріальній книзі.
Селяни запросили італійців, від яких навчилися тесати шліфери (шпали). З цього часу оночан після закінчення польових робіт наймали тесати шліфери до Перечина та Семиграда і при цьому їх достойно винагороджувала. У селі видобувалась біла глина (каолін), яку вагонами вивозили до порцелянових фабрик. 1885 року був збудованих шлях твердим покриттям із Севлюша до Сільця, відтоді Чингава, яка опинилась на узбіччі основних доріг починає занепадати, а Онок розвиватися.

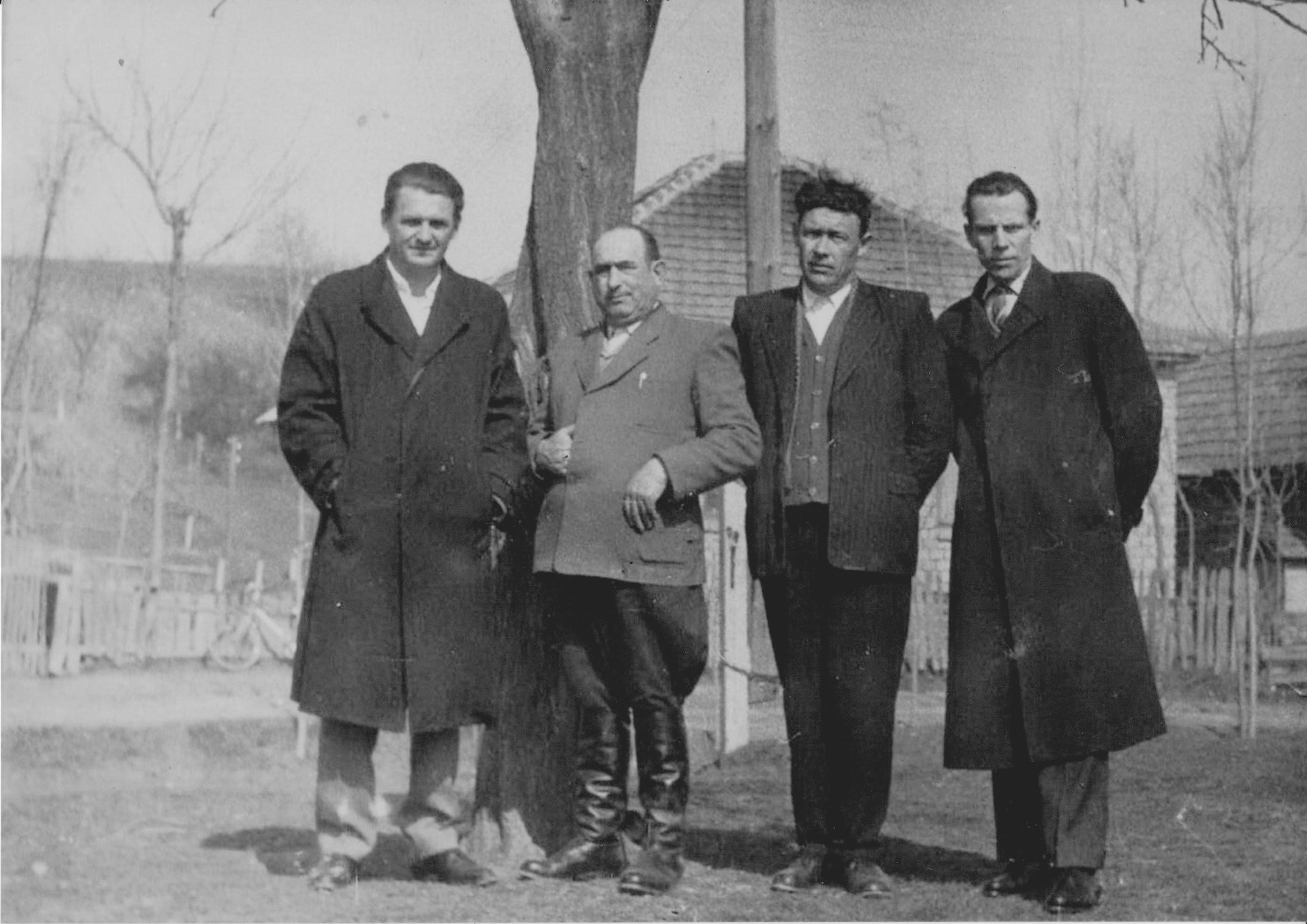
Зліва направо: представник району, Вайс Антон — голова колгоспу «Зірка», Гецко Михайло — голова сільради, Зазимко Сергій — вчитель історії

Населення села на початок XX століття складало 1506 чоловік, з них — 1250 українців (русинів), 256 євреїв (жидів). Майже всі жителі села знаходилися в руках лихварів. Щоб уберегтись від лихварства жителі села утворили 1903 року кредитну спілку, яка складалась з 50 членів із 60 паями. У 1928 році спілка перейшла на необмежену поруку і складалась вже з 612 членів і 640 паїв. Членам спілки ділили по 2-3 вагони кукурудзи.
12 лютого 1939 року в селі пройшли вибори до першого Сойму Карпатської України. Село Онок, єдине село в Севлюшській окрузі, яке одноголосно (817 виборців) проголосувало за Українське національне об'єднання, очолюване Августином Волошином.
24 жовтня 1944 року в село зайшли війська Червоної армії, перед тим угорська команда, яка квартирувала в селі, покинула село. До війська було мобілізовано багато оночан. Більшість з них загинуло, їх імена викарбувані на пам'ятнику воїнам-добровольцям, що відкритий у центрі села в 1976 році.
Після війни село пережило період колективізації. Створено народний комітет у складі 25 чоловік під головуванням Юрія Миглиса. 1948 року утворено колгосп імені Будьонного, який 1957 року перейменували на «Зірку». Колгосп набув розвитку за рахунок працьовитості й чесності селян. Під головуванням Антона Вайса, у 1970 році в колгоспі «Зірка» працювало 1154 колгоспники. Колгосп мав 1682 га землі, з них 626 га ріллі. Вирощували пшеницю, жито, овес, ячмінь, картоплю, виноград, зерняткові, кісточкові, ягідні. У селі була створена тваринницька ферма. Поголів'я худоби становило: 225 корів, 461 вівцю, 23 бджолосім'ї. Вироблявся кахель з місцевої сировини, у цеху працювало 34 чоловіки. Пізніше колгосп перевели в радгосп, а 1980 року приєднали до радгоспу-заводу «Виноградівський».
7 працівників сільського господарства було нагороджено орденами та медалями СРСР, у тому числі орденами Трудового Червоного Прапора ланкову Свищо Юлію та доярку Свищо Марію. Десятки односельчан були учасниками ВДНГ, республіканських, обласних, районних та інших виставок досягнень народного господарства, про них писали районні, обласні, республіканські та всесоюзні газети і журнали, розповідало радіо і показувало телебачення.
Туркогат
Туркогат - колишнє село в Україні, в Закарпатській області.
Обєднане з селом Онок рішенням облвиконкому Закарпатської області №431 від 30.07.1962
Згадка у ХІХ ст.
Урочище «Туркогат» розташоване на пагорбі між селами Букове, Онок та Широке.

## Населення
| Рік  | Осіб |
| ---- | ---- |
| 1775 | 512  |
| 1881 | 1040 |
| 1900 | 1425 |
| 1930 | 1505 |
| 1939 | 1801 |
| 2000 | 3160 |
| 2001 | 3094 |

1900 року в селі проживало 1425 мешканців. Із них самостійно заробляли на себе 458 осіб (418 працювали в сільському господарстві, 8 чоловік у ремеслі, 21 були поденниками, 4 слуги). Інші були на утриманні. 1930 року в селі проживало 1505 чоловік, будинків — 363, оброблялось 983 га. 1939 рік — населення 1801 чоловік, з них чоловіків — 903, жінок — 898.
Станом на 1 січня 2000 року чисельність населення села Онок налічквала 3160 мешканчів, у 744 домогосподарствах, з них 1493 чоловіки та 1667 жінок.
Найбільш поширені прізвища села: Кіш — 95, Данко — 72, Свищо — 67, Потокі — 58, Тупиця — 57, Деяк і Брич — по 28, Онисько — 24, Заріцькі — 23, Гецко — 21. У минулому в селі жили представники прізвищ: Ляшко, Синиця, Зерута, Кутнич. Більшість прізвищ місцевих жителів із різних причин не дійшли до нашого часу, але з тих, що вживаються і нині, найраніше згадуються в документах прізвища: Копча (1604 рік), Пап-Поп (1625 рік), Орос (1638 рік), Костак (1715 рік), Тупиця (1720 рік), Потокі, Буря, Гецко, Данко, Кіраль, Козак (1775 рік). Міграційні процеси післявоєнного часу спричинили появу в Оноці прізвищ українського (18), російського (20) та іншого походження (50).
Найбільш поширені імена сільських дітей на початку XXI століття:
- Хлопчачі — Михайло (90), Іван (77), Юрій (47), Василь (45), Віталій (18), Ярослав (17), Сергій (14), Володимир (12), Олександр (11), Євген (4).
- Дівочі — Мар'яна (35), Марія (29), Ганна (23), Тетяна (15), Світлана (13), Марина (13), Наталія (12), Ярослава (11), Оксана (11), Олівія, Віолетта, Сніжана, Каріна.

Бо наш Онок не хлопчик-сиротина
І не старий, немічний, хворий дід.
Бо наш Онок — цеглина України,
І знає за Онок весь Божий світ.
Згідно з переписом УРСР 1989 року чисельність наявного населення села становила 3028 осіб, з яких 1505 чоловіків та 1523 жінки.
За переписом населення України 2001 року в селі мешкала 3081 особа.
Розподіл за рідною мовою
Розподіл населення за рідною мовою за даними перепису 2001 року:
| Мова       | Відсоток |
| ---------- | -------- |
| українська | 99,61 %  |
| російська  | 0,36 %   |

Етнічні групи

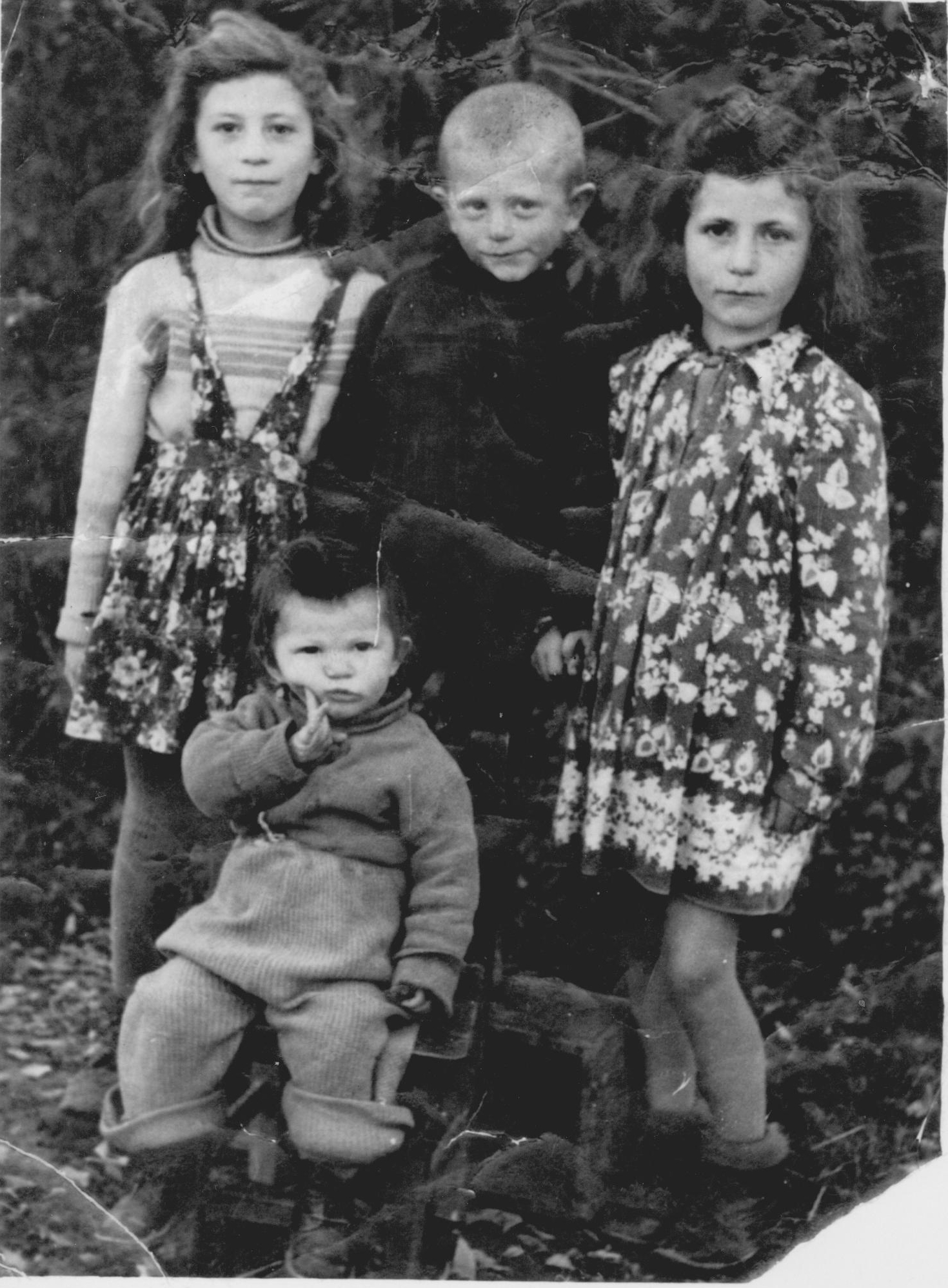
Єврейські діти

За національним складом мешканці Оноку українці. 1775 року з 512 мешканців села більшість складали українці. Були представлені також інші національні меншини: циган — 15, словаків — 14 словаків, євреїв — 6 євреїв, угорців — 2. 1862 року сільський писар вказував, що більшість селян говорила на рутенській мові, що є південно-західним діалектом української з властивою йому вимовою і деякими домішками словацьких, чеських, угорських і німецьких слів. За говіркою оночани відносяться до так званих «лишаків», бо вимовляють слово «лиш», а лемки вживають слово «лем».
В Оноці на початку XXI століття проживає 30 сімей циган, серед яких найбільше мають прізвище Миговки (15).
Єврейська громада села постійно збільшувалась, з 6 євреїв 1775 року до 132 у 1881 році. Після Другої світової війни євреї Онока емігрували до Ізраїлю, США. Останнім виїхав 1 червня 1976 року Шлоймик (Райзнер), який мешкав коло Василя Берегового у Вишньому кінці села.

## Економіка
На початку XXI століття високий рівень безробіття.
Є в історії села ще одна трагічна сторінка. Влітку 1876 року в селі випав небувалий град, який на кореню знищив урожай всіх сільськогосподарських культур. Село було на грані вимирання, тому в церквах Мукачівської єпархії було зачитано прохання надавати всіляку допомогу оніцьким вірникам, бо інаше вони не виживуть до літа. В селі, щоб запобігти повторенню подібного випадку, щороку, за тиждень до Преображення, проводиться спеціальне богослужіння «Градова п'ятниця». Пройшло майже півтора століття, вже давно немає серед живих нікого з потерпілих, але ця традиція неухильно виконується.
екзотичною спеціальністю, якою майстерно володіли оніцькі чоловіки, це виготовлення вручну, за допомогою спеціальних сокир (плинкачів), дубових шпал під рейси. Їх називали «ріфераші». Праця ріферашів активно використовувалася при будівництві залізничних колій в Закарпатті, основні кваліфіковані роботи виконували італійці. Вони ж і навчили оніцьких майстрів такої майстерності, що «геренди» (балки), виготовлені вручну сокирами, майже не відрізняються від зроблених на сучасних пилорамах.

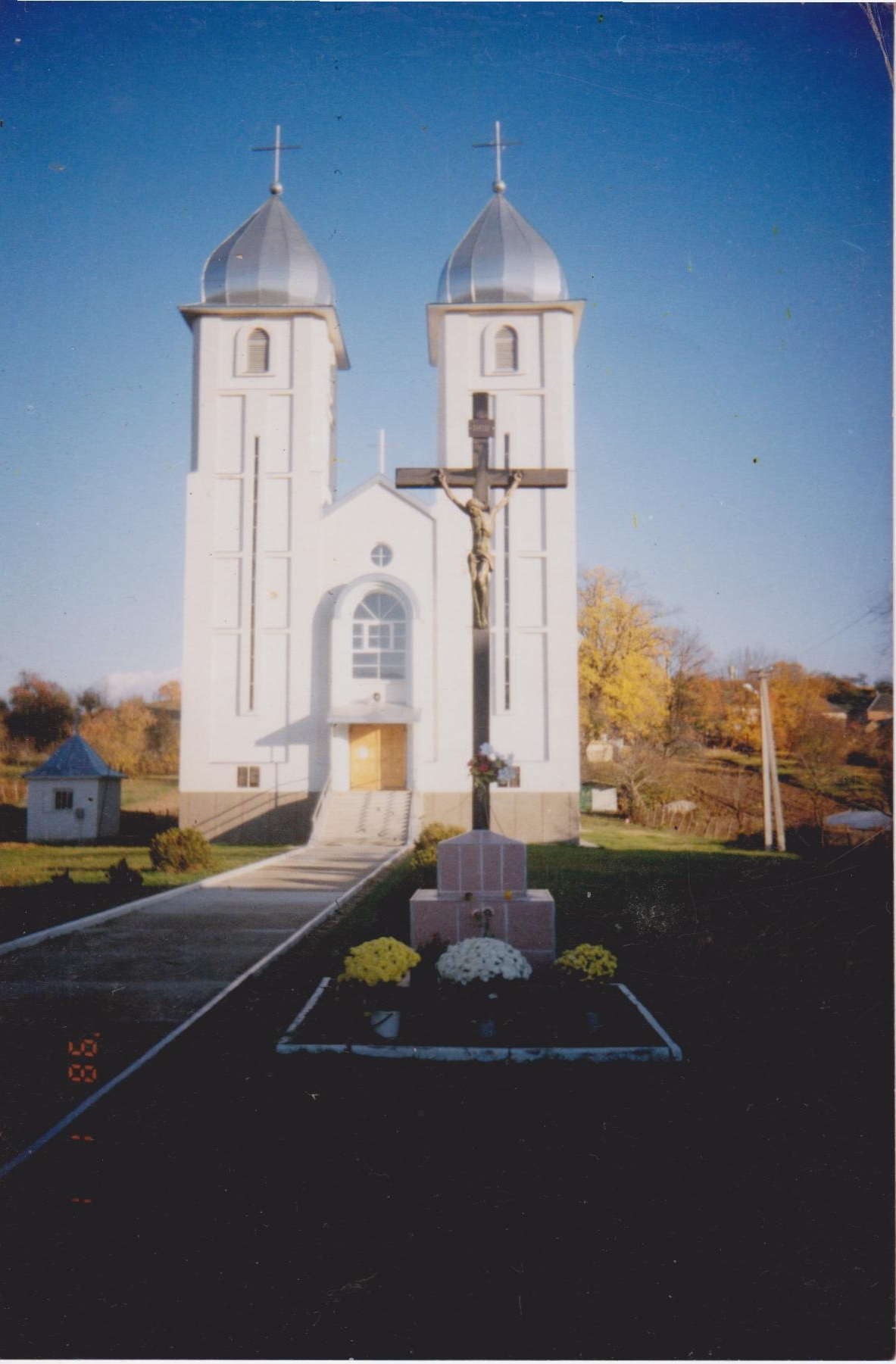
Сучасна греко-католицька церква в с. Онок

## Релігія
Жителі села за віросповіданням греко-католики й православні. Євреї, що колись жили в селі, дотримувались юдаїзму. Перша сільська церква в селі була збудована на грунку Шияня. Вона була вкрита соломою. Великий камінь, який був престолом у цій церкві, перевезли до школи. 1876 року була зведена кам'яна церква, розмальована фресками італійськими майстрами. Іконостас зроблений місцевим майстром, його син наслідував батьківську справу. Першим священиком тут був Євген Єлеш, який прослужив 32 роки. Церква розмальована фресками італійськими майстрами. За переписом 1881 року з 1040 жителів села 905 — греко-католики, 134 — юдеї, 1 — римо-католик.
храм св. арх. Михайла. 1877.
Першу церкву побудували там, де нині школа.
У 1775 р. згадують дерев'яну церкву, збудовану парохіянами 1761 р. Ця церква, що стояла в Шияні, поступилася місцем новій мурованій базилічній церкві. Ініціював будівництво Ілля Тупиця, який став її першим куратором і мальоване зображення якого збереглося на східній стіні нави, а землю дав В. Данко. Фундамент і стіни церкви вимурували з каменю, який привозили з Сільця, вежу — з великої цегли, виготовленої вручну в Іршаві. Надбанний хрест встановили майстри-висотники Степан Потокі та Петро Буря. У 1920 р. шинґлове покриття дахів замінено бляшаним. Плафон церкви розписали місцеві художники, а стіни, як розповідають у селі, — майстри з Італії. Іконостас за взірцем маріяповчанського вирізьбив місцевий різьбяр Фірцак у 1870 р. (місце, де він жив, ще й тепер називають Майстерною).
У 1936 р. будівельник Іван Ґербер спорудив хори. Люди пам'ятають священика Андрія Глебу, за якого в 1960-х роках провели реставрацію всередині церкви, а в 1970-х — зовнішній ремонт.
Церква має двоє дверей, прикрашених мотивом виноградної лози, — на західному та південному фасадах.
У серпні 1997 р. в церкві сталася пожежа, що знищила іконостас, старі книги та інші цінності.
Поряд у 1928 р. споруджено дзвіницю, що несе три дзвони. На малому дзвоні написи стерто, інший дзвін виготовили в 1904 р. Розповідають, що третій дзвін, на якому написано імена всіх пожертвувачів, під час війни везли на переробку, але дорогою місцевий єврей скинув його і заховав у вербнику, а згодом дзвін повернули в село.
Тепер церква належить православним, а греко-католики правлять у фарі, але вже мають проект нової церкви, розроблений ужгородськими архітекторами А. Медвецьким та І. Бондаренком.
Основний камінь майбутньої церкви освятив 13 вересня 1998 р. єпископ Іван Семедій. Очолив спорудження храму куратор Іван Данко.
У різний час в селі духовними наставниками були отці: Василь Онуцький, Євген Єлеш, Йосиф Легеза, Андрій Глеба, Віктор Федорчак. Андрій Глеба народився в селі Доробратово, Іршавського району. Він був обдарованим, інтелігентним і енергійним священиком, мав прекрасно поставлений голос і дар проповідника. Працював в с. Онок священиком з 1949 по 1985 рік.
З кінця XX століття в селі стався релігійний розкол на дві громади — православну і греко-католицьку.

## Школа

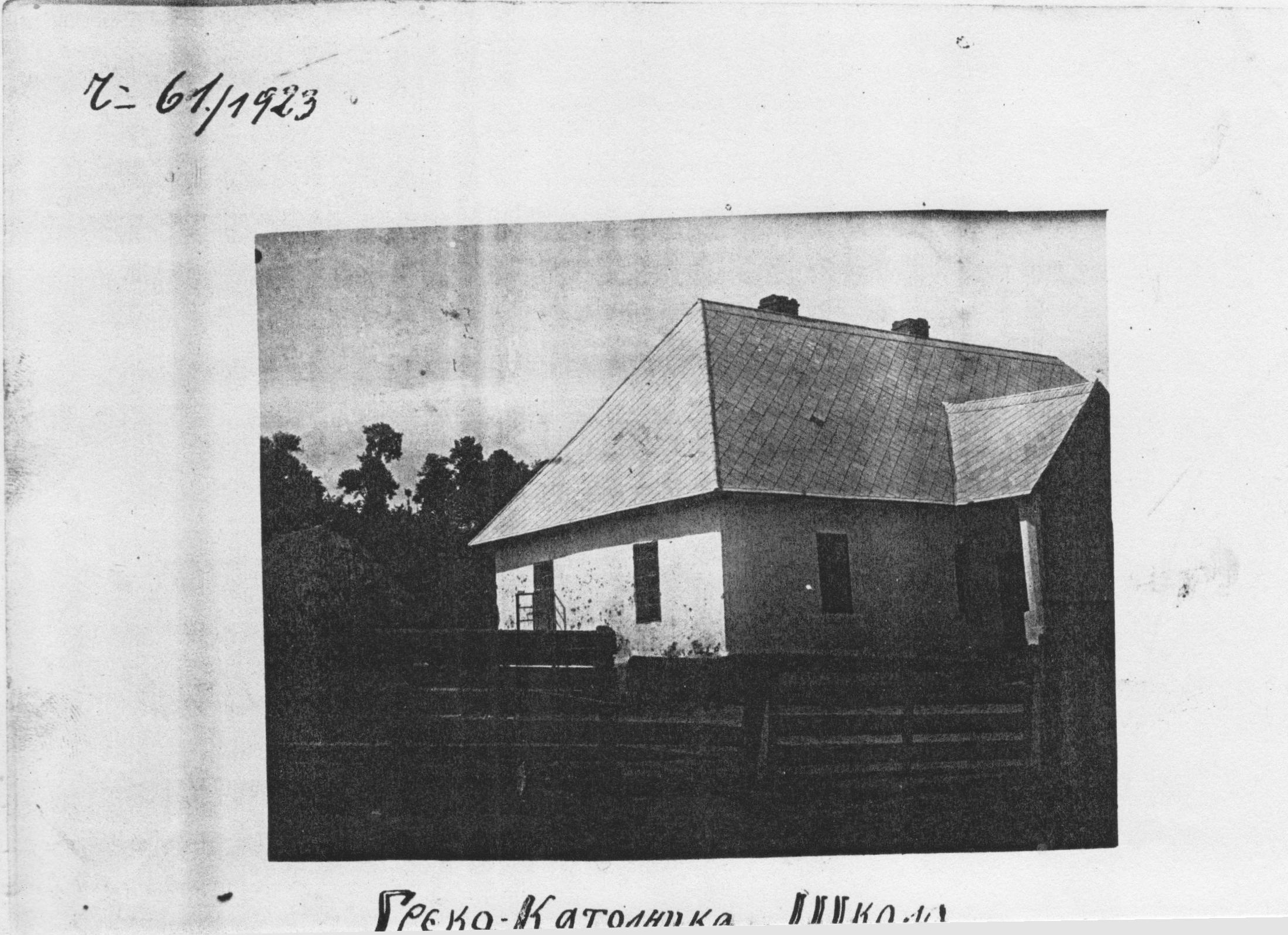
Греко-католицька школа в с. Онок, початок ХХ століття

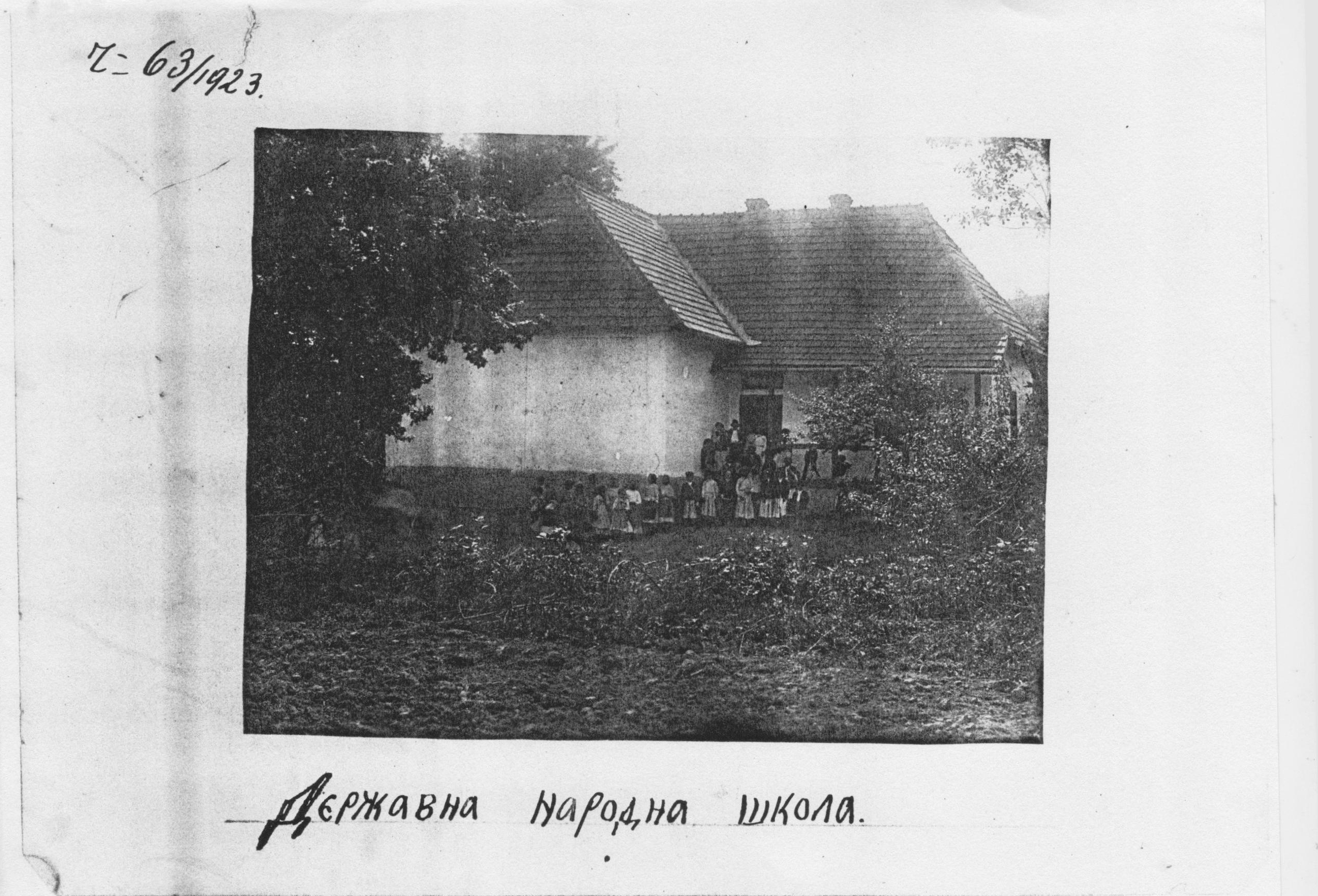
Державна народна школа в с. Онок, перша половина ХХ століття

Перша школа була дерев'яною, однокімнатною з сінями, вкрита соломою, загальною площею 68 м². Навчання проводилось лише в вечірній час. Першим вчителем був Дмитро Попович, працював у школі з 1858 по 1903 рік. У 1880/1881 навчальному році до школи ходило 42 дитини (34 хлопчики та 8 дівчат). 1888 року на місці старої збудували нову школу, разом із приміщенням для вчителя. У 1891/1892 — 96 дітей (50 хлопчиків та 46 дівчат). За переписом 1881 року лише 72 селян з 1040 були письменними. У період 1903—1905 років навчання в школі не проводилось, бо Дмитро Попович пішов на пенсію. Про стан навчання в школі залишив красномовне свідоцтво інспектор по освіті Угочанської жупи Оціль Ласло. Зайшовши до класу, він не відразу помітив учителя Поповича Дмитра, який був оточений дітьми. Повітря в класі було «густе», стояв нестерпний сморід, який виділявся з немитих дітей та їх одягу. З розмови з ними він з'ясував, що діти їдять білий хліб хіба що на Великдень та Різдво. Сало з них їли кілька разів лише 6 учнів, а пікницю (домашню ковбаску) — ніхто. Крім того, єдиний місток через Онок в селі розвалився під конями Оціля Ласло, його самого ледве врятували селяни, що збіглися на допомогу.
1905 року управління Мукачівської єпархії призначило Кубінія Юрія Івановича, уродженця с. Ганичі (тепер Тячівського району), дефінітивним півцевчителем з окладом 46 корун. Після виходу на пенсію переїхав жити до свого сина отця Гаврила Кубінія в с. Королево (де і похований). Саме Юрій Іванович розгледів талант в одному своєму учневі, Дмитрові Поповичу і умовив його батька, сільського коваля, віддати сина до подальшої науки. Дмитро Попович — професор релігії, директор греко-католицького гімназійного інтернату «Алюмнеум», вчитель чотирьох майбутніх єпископів, серед яких Теодор Ромжа та Іван Маргітич, доктор юридичних наук і канонічного права, відомий в Закарпатській області релігійний, громадський і культурний діяч, невинна жертва НКВС.
1914 року школа стала державною. Першою призначеною вчителькою стала Ганна Кіш. До початку Першої світової війни в селі діяло вже 2 школи, бо кількість дітей зросла до 212 у 1926 році, від 6 до 12 років — 118 дітей, від 12 до 15 — 94.

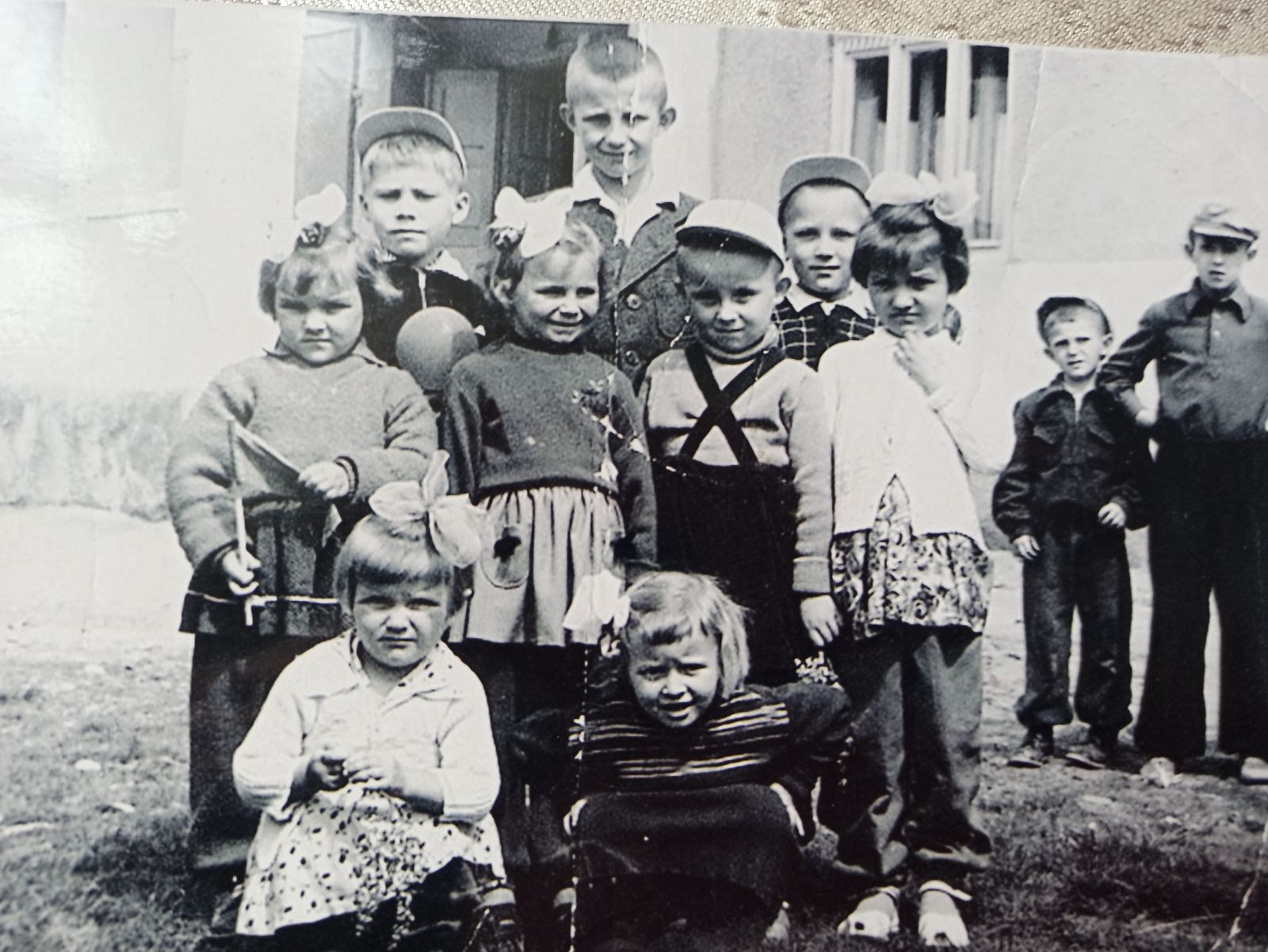
Вчительські діти з села Онок

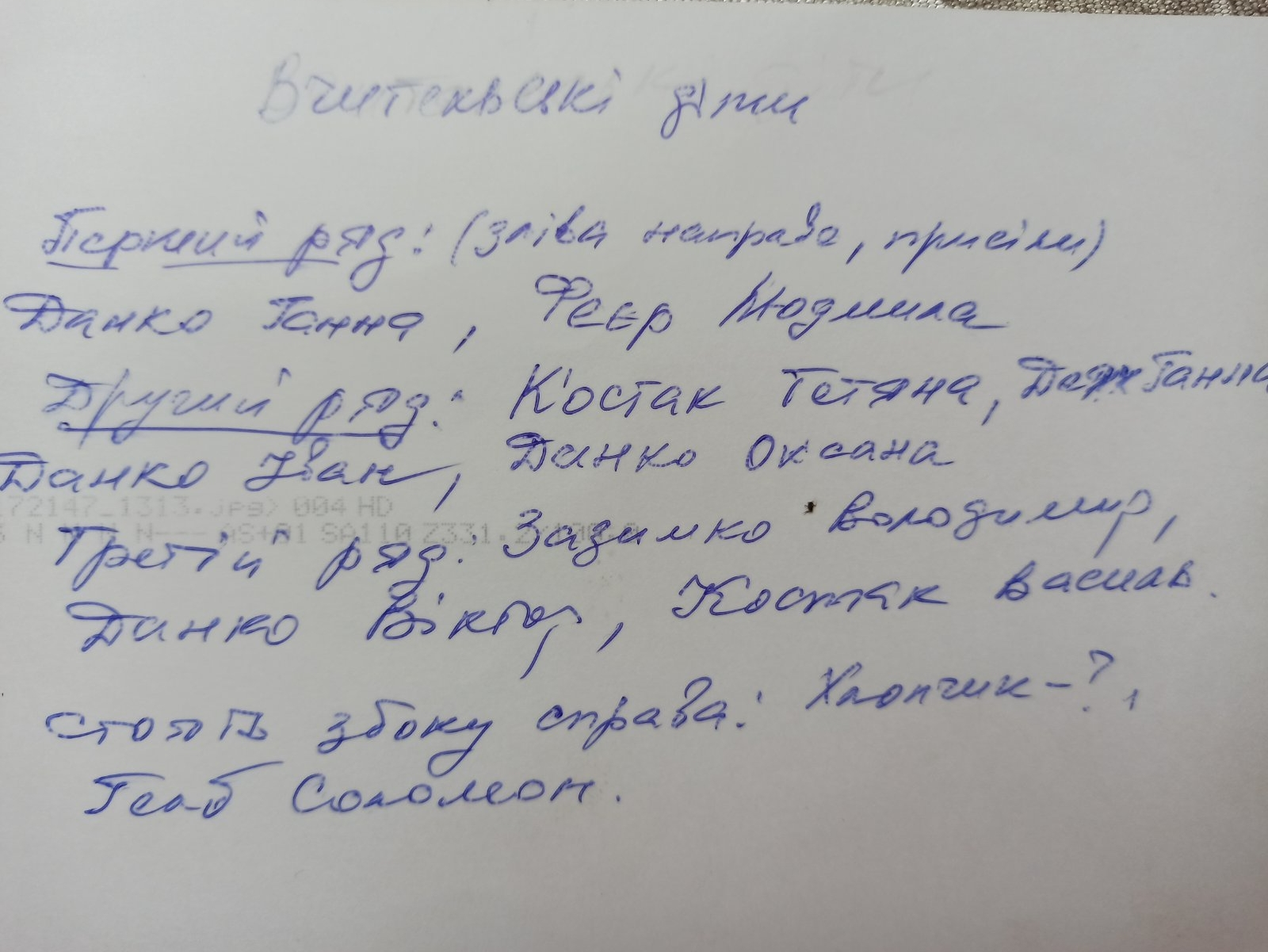
Вчительські діти з села Онок з вказанням імен

Естафету шкільництва в радянські часи продовжила плеяда високоосвічених вчителів, обдарованих педагогів: Потокі Єлізавета Павлівна, Зазимко Сергій Іванович, Феєр Юрій Миколайович, Феєр Христина Василівна, Реміцька-Данко Марія Василівна, Костак Антон Васильович, Костак Ганна Панасівна та інші.

## Медицина
Близько 15 років у селі лікарем працював Дудаш Михайло Михайлович, який виїхав до Виноградова.

## Туристичні місця та цікавинки
- храм св. арх. Михайла. 1877
- В селі, щоб запобігти повторенню подібного випадку, щороку, за тиждень до Преображення, проводиться спеціальне богослужіння «Градова п'ятниця». Пройшло майже півтора століття, вже давно немає серед живих нікого з потерпілих, але ця традиція неухильно виконується.
- Урочище «Туркогат» розташоване на пагорбі між селами Букове, Онок та Широке.
- Село багате родовищами каоліну та білої глини. Всупереч цьому не було відомих кераміків, але старі люди говорять, що глину з цих родовищ возами везли на станцію у Севлюш, звідки її доправляли у Відень на відомі порцелянові заводи.

## Спорт
За радянських часів при колгоспі було створено футбольну команду «Зірка», що виступала в обласній першості.

## Видатні уродженці
Оноче,оноче
Што в тобі цоркоче
Ци горох, ци ленча,
Ци моя серенча
- Бровді Іван Васильович — український скульптор, автор багатьох пам'ятників (воїнам-визволителям в с. Онок, ангелу-хоронителю в Виноградові, Кирилу і Мефодію в Мукачевому)[6].
- Буря Василь Васильович — кандидат біологічних наук.
- Гецко Михайло Іванович — заслужений будівельник України.
- Кіш Іван Павлович — начальник Львівського виробничого об'єднання «Облсількомунгосп», заслужений працівник сфери послуг України, перший заступник голови Ради Всеукраїнських асоціацій «Укрсільгаз», член-кореспондент Академії будівництва України.
- Кіш Станіслав Іванович — герой АТО, загинув 2014-го у боях за Георгіївку.
- Попович Дмитро Миколайович — директор греко-католицького інтернату «Алумнеум» в місті Хуст, член єпископської Консисторії, професор Закону Божого Хустської гімназії.
- Потокі Людвик Васильович — кандидат медичних наук, відомий в Закарпатській області лікар.
- Туниця Юрій Юрійович (1941) — український вчений, президент Лісівничої академії наук України, ректор Національного лісотехнічного університету України, академік НАН України, заслужений діяч науки і техніки України, доктор економічних наук, професор.

|  | Хто з Оноку, той нівроку! |